# Philornis niger
Philornis niger är en tvåvingeart som beskrevs av Carroll William Dodge och Aitken 1968. Philornis niger ingår i släktet Philornis och familjen husflugor. Inga underarter finns listade i Catalogue of Life.